# ألان فيليرز
ألان فيليرز (بالإنجليزية: Alan Villiers) هو ملاح وكاتب ومصور أسترالي، ولد في 23 سبتمبر 1903 في ملبورن في أستراليا، وتوفي في 3 مارس 1982 في أكسفورد في المملكة المتحدة.

## وصلات خارجية
- ألان فيليرز على موقع IMDb (الإنجليزية)
- ألان فيليرز على موقع قاعدة بيانات الفيلم (الإنجليزية)